# Моја борба (Кнаусгор)
Моја борба (норв. Min Kamp) је шестотомни аутобиографски роман норвешког писца Карла Увеа Кнаусгора, који је објављен између 2009. и 2011. године.

## О делу
Роман „Моја борба“ је доживео велики успех у Норвешкој, где је продато више од пола милиона примерака. Написан је на 3.600 страница и преведен на 22 језика. [1] Кнаусгор је убрзо по објављивању достигао светску славу. 
Књига се са једне стране сматра етички проблематичном, јер у њој писац залази у интимне детаље својих стварних односа са другим људима, при чему су већина имена која се помињу остала непромењена. Ово је довело до значајног погоршања односа писца са неким члановима породице који су противно својој вољи заступљени у књизи.
Са друге стране, управо та огољеност и описивање живота таквог какав он јесте задивила је многе писце и критичаре, који виде Кнаусгорово дело као унапређење аутобиографије као књижевне форме. Амерички књижевник Џефри Јуџенидес рекао је да је „Кнаусгор урадио нешто што пре тога заправо ником није пошло за руком – пробио је звучни зид аутобиографског романа“.

### Томови
- Моја борба (први том)
- Моја борба (други том)
- Моја борба (трећи том)
- Моја борба (четврти том)
- Моја борба (пети том)
- Моја борба (шести том)

## Издање на српском језику
Комплетно дело објавила је издавачка кућа „Боока“ из Београда. Први том „Моје борбе“ изашао је 2015. године, док је последњи, шести том, објављен је 2019 године. Свих шест томова је са норвешкој језика превео Радош Косовић. 